# Wamena
Wamena was tot in 2022 de hoofdstad van het Indonesische district Jayawijaya in Centraal-Papoea op het eiland Nieuw-Guinea. Wamena is de grootste stad van de hooglanden van Papoea en de enige stad in en het verzorgingscentrum van de Baliemvallei. De stad telt ongeveer 12.000 inwoners (2001).
De naam komt van de Dani-woorden Wa ("varken") en Mena ("houden"). De streek rond Wamena is het traditionele gebied waar de Pandanus conoideus ("rode vrucht") wordt verbouwd. Na de opdeling in 2022 van de Indonesische provincies Papua en Papua Barat in zes nieuwe provincies werd Wamena de provinciehoofdplaats van Papua Pegunungan (Papoea-Gebergte).

## Geschiedenis
Wamena was lange tijd een kleine nederzetting van de Dani, wier leefgebied zich rond de stad bevindt (er wonen ongeveer 50.000 Dani in de vallei). In 1954 arriveerden de eerste missionarissen en in 1956 werd er een Nederlandse bestuurspost gesticht onder gouverneur Jan van Baal op een stuk braakliggende grond. Twee jaar later volgde een Franciscaanse missiepost.
In de jaren 1970 was het in het kader van Operasi Koteka voor Dani-mannen verboden om zich in peniskokers in Wamena te vertonen. Dit mislukte en er kwamen afwisselend perioden van zowel verbod en alsook van gedoogbeleid.
Wamena ontwikkelde zich in de jaren 1980 uit meerdere nederzettingen tot een grote plaats door de aanleg van een vliegveld voor het leveren van goederen uit Jayapura die de bevolking zelf niet kon produceren in de vallei, zoals zout, suiker, bouwmaterialen (glas en cement), meubilair, golfplaten en later -voor de beperkte infrastructuur- ook auto's (de eerste in 1983) en benzine. Later volgden ook toeristen, die de stad als uitvalsbasis gebruiken voor expedities in de vallei.
In 2001 was Wamena, na maanden van broeiende onlusten, een van de plekken waar de Morgenster werd geheven, hetgeen werd gevolgd door een opstand waarbij 70 doden vielen en een groot deel van de niet-inheemse bevolking tijdelijk vluchtte. Het Indonesische leger zette straaljagers in die ter intimidatie een aantal maal laag over het vliegveld scheerden.

## Geografie en vervoer

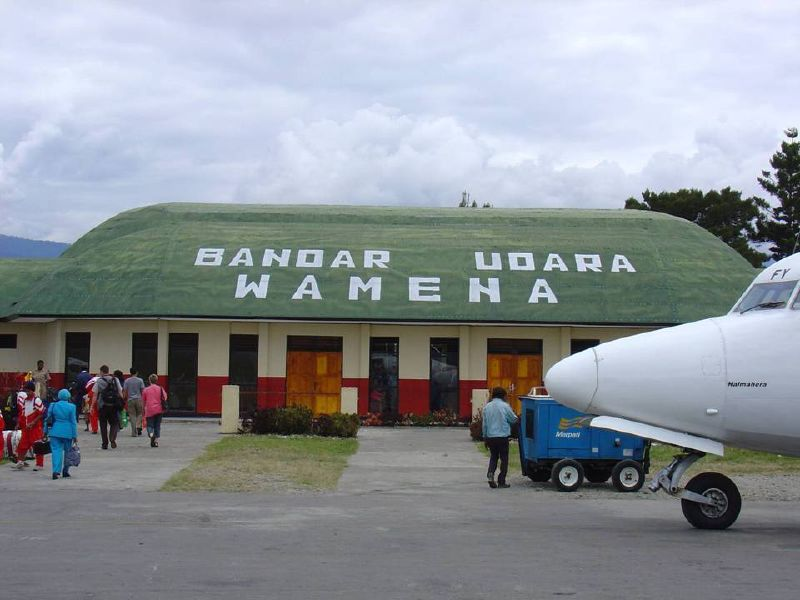
Luchthaven Wamena

Wamena ligt geïsoleerd in het Maokegebergte en heeft tot op heden geen wegverbindingen met de steden Jayapura (noorden) of Merauke (zuiden). Wel is er door het centrale bergland een verbinding met Nabire (westen) aan de Geelvinkbaai, maar deze afstand is zo lang, op plekken zeer slecht en loopt door gebieden waar soms OPM-activiteit plaatsvindt. In de jaren 1990 werd gewerkt aan de totstandkoming van een weg naar Jayapura, maar de aanleg kwam tot stilstand na de economische crisis van 1998. De 22-kilometer lange deels verharde weg ten noorden van Wamena is in de vallei het belangrijkste zichtbare resultaat van de inspanningen.
Vanuit Wamena lopen wegen in alle richtingen de vallei in: Naar het noorden toe tot aan Dabera (Foja-gebergte) en Pass Valley, in het oosten tot aan Luban (Sobgerrivier) en Yanirumah (boomwoningen Korowai, toeristisch gebied, via een omweg langs Abmissibil), in het zuiden tot aan Pasema en in het westen loopt de weg via Karubaga, Mulia en Ilaga naar Nabire en Enarotali (in het Wisselmerengebied).
Wamena is door de geïsoleerde ligging van de Baliemvallei eigenlijk alleen bereikbaar per vliegtuig vanuit de luchthaven Sentani van de provinciehoofdstad Jayapura (vooral Trigana en verder ook Mandiri, Manunggal, Susi en Air Regional), die landden op de luchthaven Wamena. Wamena vormt ook een van de uitvalsbases van de MAF, die een grote compound naast het vliegveld heeft. Doordat luchtvervoer in de praktijk tot op heden de enige manier van goederenvervoer is, zijn levensmiddelen en andere goederen in Wamena vaak duurder dan in Jayapura en andere plaatsen in Indonesië. Dit geldt in versterkte mate in de periode rond de Ramadan, wanneer goederen schaars zijn.

## Stedelijke structuur

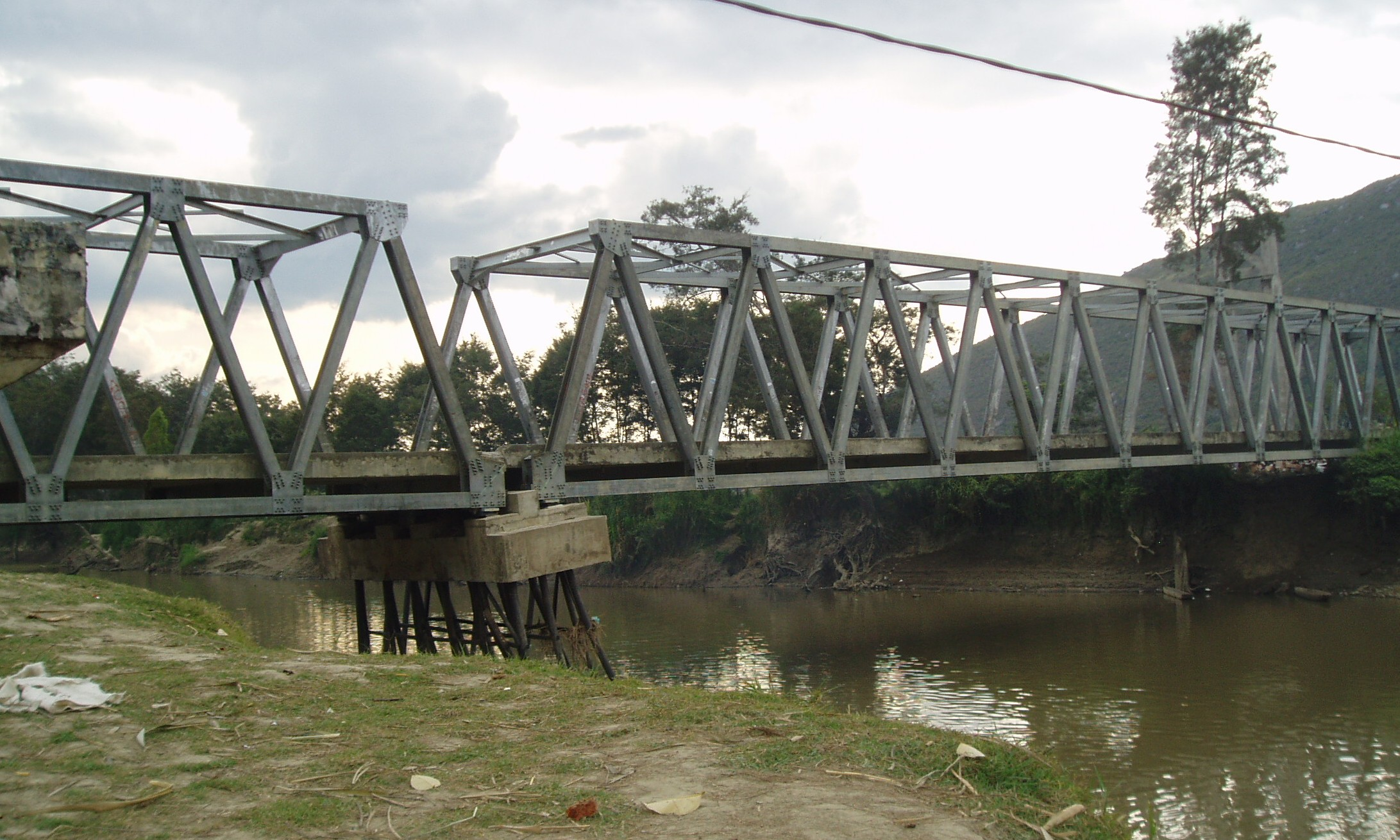
Brug over de Noordelijke Baliem bij Wamena in de richting van Pugima. De brugpijler staat scheef (2010).

Wamena is een typisch Indonesische stad met weinig Dani-invloeden met een roostervormig stratenpatroon met vierkante gebouwen (de Dani wonen wel her en der in compounds met ronde hutten met daken van stro) er in lange rijen langs opgesteld. De stad huisvest het burgerlijke en militaire bestuur, de enige (Javaanse) moskeeën van de vallei, een aantal kerken en een aantal toeristische voorzieningen zoals een aantal hotels, losmen (logies en ontbijt), restaurants en een eigen voetbalclub, Persiwa Wamena, die speelt in de Liga Indonesia (eredivisie).
Wamena bestaat in toenemende mate uit moslims uit andere delen van Indonesië, hetgeen ook terug te zien is in de architectuur van de vele bedrijfjes en winkels die vaak groen zijn geschilderd en bovenaan de gevel een moskeestructuur hebben (groene ronde punt in het midden; de koepel, verhogingen met soms lampen erop aan beide zijden; de minaretten).
De stad heeft een markt (Pasar Wamena) waar door stammen uit de hele vallei landbouw- en handwerksproducten worden verhandeld. Daarnaast worden ook conserven en andere industrieel vervaardigde producten verkocht. De markt fungeert tevens als ontmoetingscentrum voor de bevolking, voor het uitwisselen van nieuws en berichten. De markt is opgedeeld volgens een vast stramien: De Dani verkopen in het centrale deel fruit, groenten en andere natuurlijke producten en in de kraampjes daaromheen verkopen met name Makassaren (uit Sulawesi) hun kunst- en nutswaren, zoals steenbijlen, armbanden, peniskokers (holim's), draagnetten en pijlen en bogen.

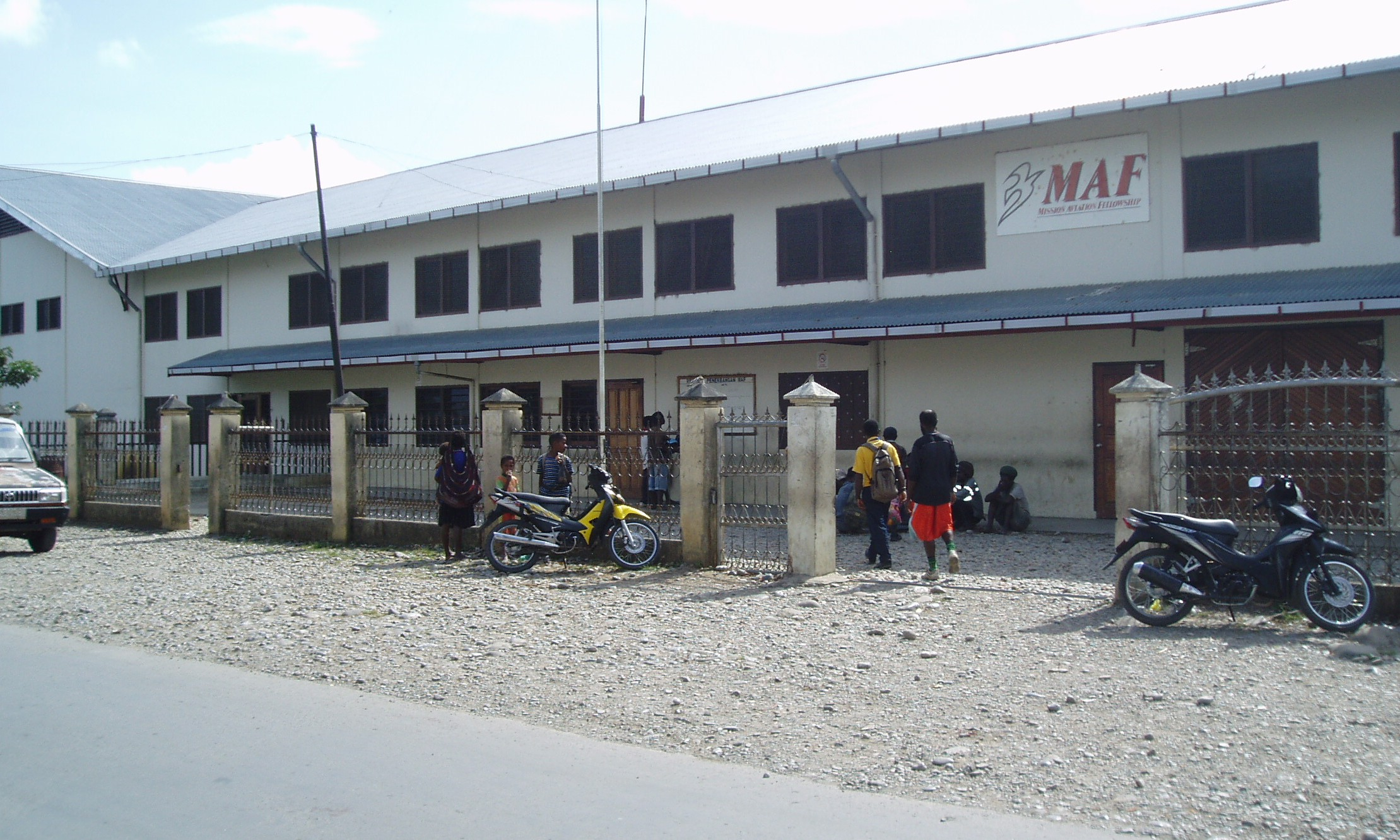
MAF-compound bij het vliegveld
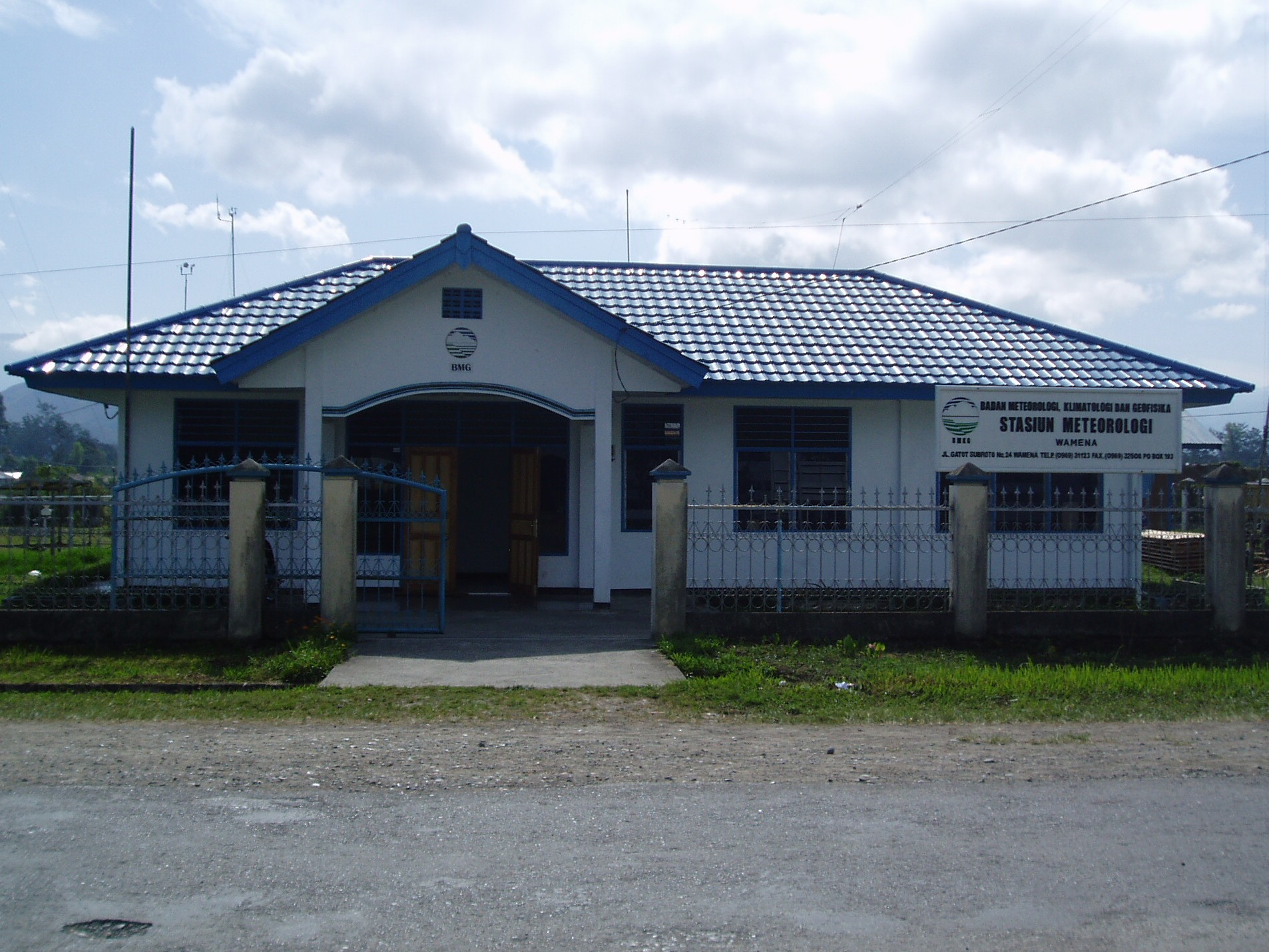
Weerstation
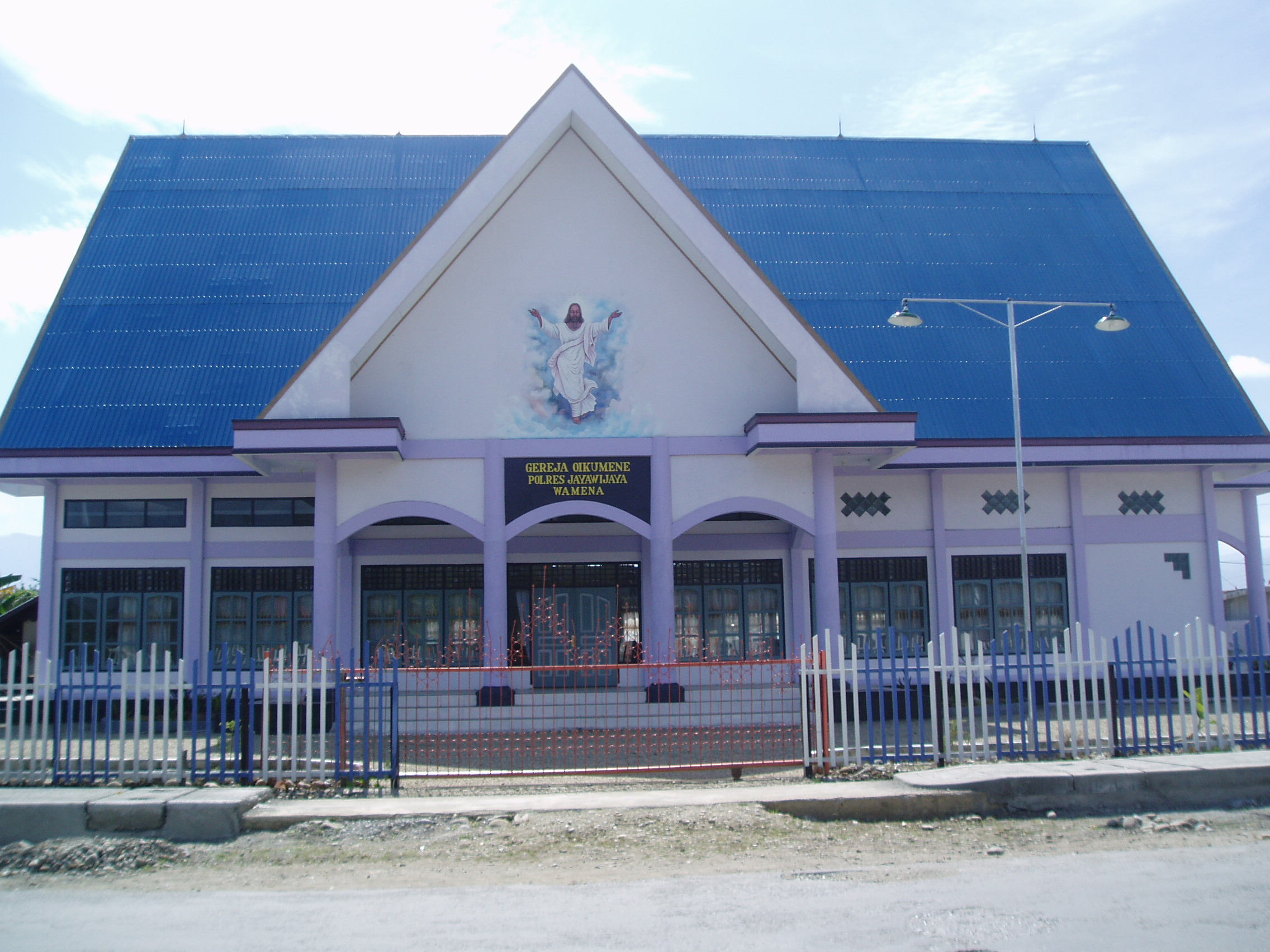
Kerk
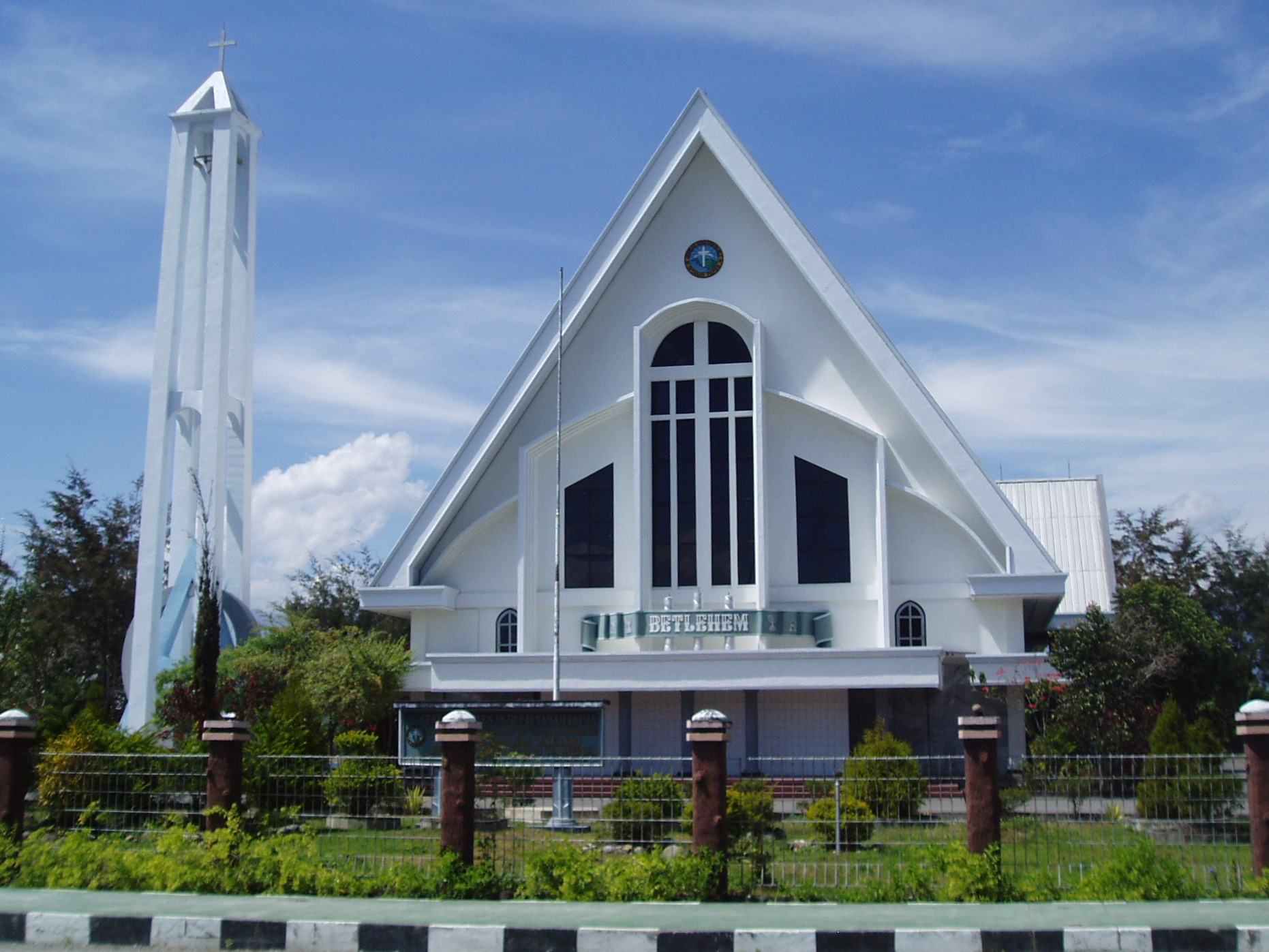
Andere kerk
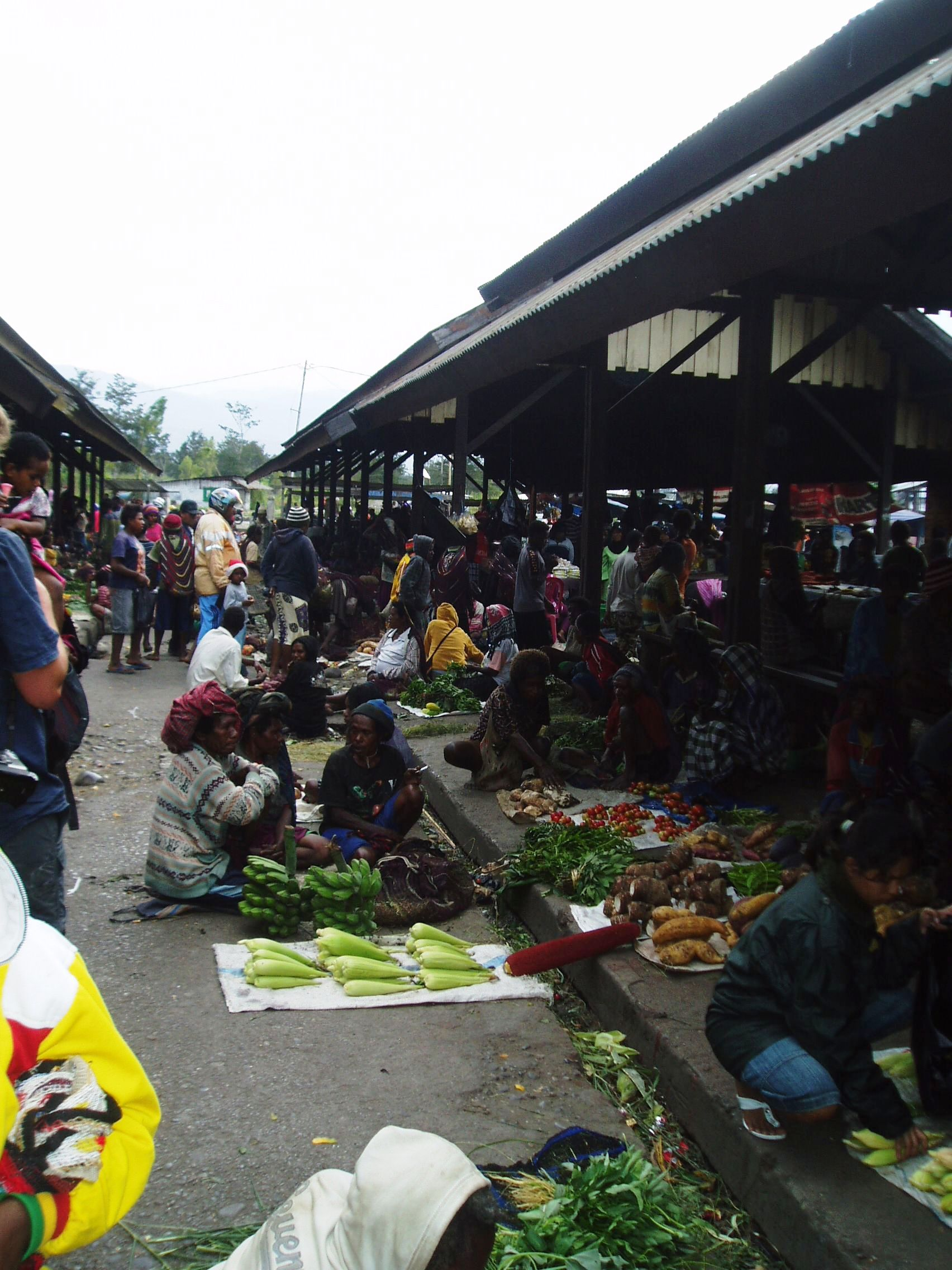
Gezicht op een deel van de markt van Wamena

## Bezienswaardigheden in de omgeving
Wamena vormt de uitvalsbasis voor vele toeristische tours naar plekken in de omgeving, zoals de dorpen Sinatma (hangbrug van lianen), Jiwika (zoutbronnen), Akima (350 jaar oude mummie; een dorpsoudste), de Kontilolagrot (karstgaten) en het Habbemameer (hoogvlaktemeer en bergpanorama).